# George Gascoigne

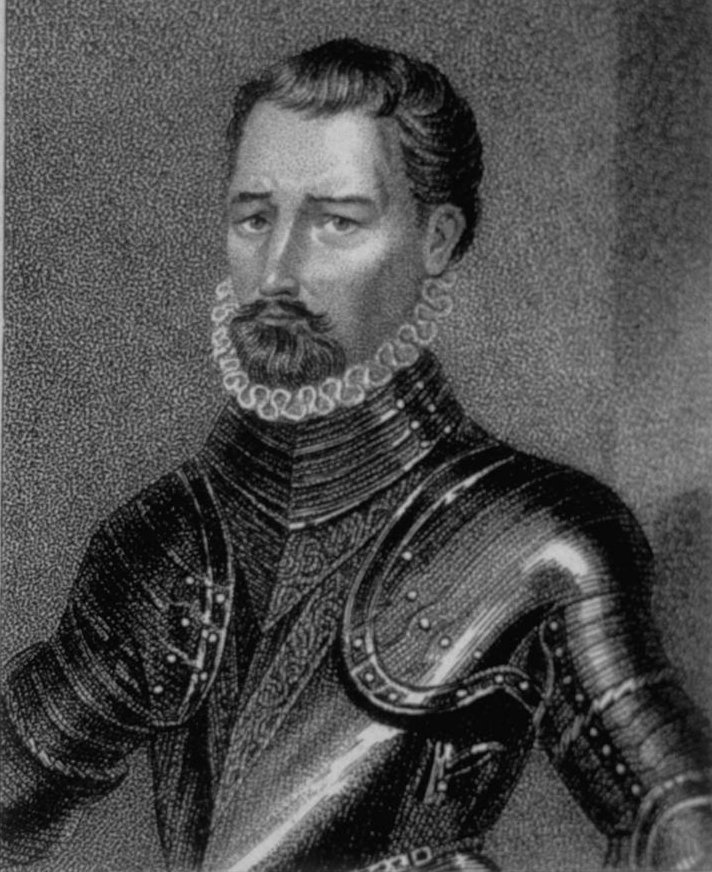
George Gascoigne.

George Gascoigne (h. 1525 - 7 de octubre de 1577) fue un poeta inglés. Era hijo mayor de Sir John Gascoigne de Cardington, Bedfordshire.
Estudió en el Trinity College de Cambridge, habiendo trabajado como abogado. Estuvo en prisión por deudas. Ingresó en el Parlamento en representación de Bedford, Bedfordshire en 1557-1558 y 1558-1559.
Sus poemas no se publicaron antes de 1572, pero probablemente circularon en manuscrito antes de esa fecha. El propio autor cuenta que sus compañeros en Gray's Inn le importunaban para que escribiera temas señalados por ellos en latín, y que dos de sus obras se representaron allí. Se casó con una viuda y, a la muerte de ésta, heredó su patrimonio. En 1572 marchó como soldado de fortuna a los Países Bajos. Esta experiencia dio lugar a los relatos The Fruites of Warres (impresa en 1575) y Gascoigne's Voyage into Hollande. En 1575 intervino diseñando mascaradas, publicadas al año siguiente como The Princely Pleasures at the Courte at Kenelworth, que celebraba la visita de la reina al Conde de Leicester.
Consideraba que Chaucer era su maestro, discrepando de los poetas de la escuela de Surrey y Wyatt principalmente en la suavidad y dulzura que añadió a sus versos. Sus poemas se publicaron en 1572 durante su estancia en Holanda, subrepticiamente, según él mismo dice.
Representa la influencia de los clásicos en Inglaterra a través de las versiones italianas, como puede verse en su obra A hundredth Sundrie Floures bound up in one small Posie. Gathered partely (by translation) in the fyne outlandish Gardens of Euripides, Ovid, Petrarke, Ariosto and others; and partely by Invention out of our owne fruitfull Orchardes in Englande, Yelding Sundrie Savours of tragical, comical and moral discourse, bothe pleasaunt and profitable, to the well-smelling name.

## Obras
- The supposes (1566; "Los supuestos", de Ariosto.
- Iocasta (1575); de Eurípides a través de traducción italiana.
- Posies
- The glass of government (escrito 1565, publicado 1576).
- The princely pleasures (1576).
- The steele glass, sátira social.
- The complaynt of Phylomene (1575)
- Notes of instruction on making of verse.

## Texto y traducción
Ejemplos de sus creaciones poéticas son los siguientes siete sonetos encadenados compuestos a sugerencia de Alexander Neville (1544–1614).
| Poemas originales I IN haste, post haste, when first my wandering mind Beheld the glistring Court with gazing eye, Such deep delights I seemed therein to find, As might beguile a graver guest than I. The stately pomp of Princes and their peers Did seem to swim in floods of beaten gold; The wanton world of young delightful year Was not unlike a heaven for to behold, Wherein did swarm (for every saint) a Dame So fair of hue, so fresh of their attire, As might excel Dame Cynthia for Fame, Or conquer Cupid with his own desire. These and such like baits that blazed still Before mine eye, to feed my greedy will II Before mine eye, to feed my greedy will, ´Gan muster eke mine old acquainted mates, Who helped the dish (of vain delight) to fill My empty mouth with dainty delicates; And foolish boldness took the whip in hand To lash my life into this trustless trace, Till all in haste I leapt aloof from land And hoist up sail to catch a Courtly grace. Each lingering day did seem a world of woe, Till in that hapless haven my head was brought; Waves of wanhope so tossed me to and fro In deep despair to drown my dreadful thought; Each hour a day, each day a year, did seem And every year a world my will did deem III And every year a world my will did deem, Till lo! at last, to Court now am I come, A seemly swain that might the place beseem, A gladsome guest embraced by all and some. Not there content with common dignity, My wandering eye in haste (yea post post haste) Beheld the blazing badge of bravery, For want whereof I thought myself disgraced. Then peevish pride puffed up my swelling heart, To further forth so hot an enterprise; And comely cost began to play his part In praising patterns of mine own devise. Thus all was good and might be got in haste, To prink me up and make me higher placed IV To prink me up, and make me higher placed, All came too late that tarried any time; Piles of provision pleased not my taste, They made my heels too heavy for to climb. Methought it best that boughs of boistrous oak Should first be shread to make my feathers gay, Till at the last a deadly dinting stroke Brought down the bulk with edgetools of decay. Of every farm I then let fly a lease To feed the purse that paid for peevishness, Till rent and all were fallen in such disease, As scarce could serve to maintain cleanliness They bought the body, fine, farm, lease, and land, All were too little for the merchant’s hand V All were too little for the merchant's hand, And yet my bravery bigger than his book; But when this hot account was coldly scanned, I thought high time about me for to look. With heavenly cheer I cast my head aback To see the fountain of my furious race, Compared my loss, my living, and my lack In equal balance with my jolly grace, And saw expenses grating on the ground Like lumps of lead to press my purse full oft, When light reward and recompense were found, Fleeting like feathers in the wind aloft. These thus compared, I left the Court at large, For why? The gains doth seldom quit the charge VI For why? The gains doth seldom quit the charge: And so say I by proof too dearly bought, My haste made waste; my brave and brainsick barge Did float too fast to catch a thing of naught. With leisure, measure, mean, and many moe I mought have kept a chair of quiet state, But hasty heads cannot be settled so, Till crooked Fortune gave a crabbed mate. As busy brains must beat on tickle toys, As rash invention breeds a raw devise, So sudden falls do hinder hasty joys, And as swift baits do fleetest fish entice. So haste makes waste, and therefore now I say, No haste but good, where wisdom makes the way VII No haste but good, where wisdom makes the way, For proof whereof behold the simple snail (Who sees the soldier's carcass cast away, With hot assault the Castle to assail) By line and leisure climbs the wall, And wins the turret's top more cunningly Than doughty Dick, who lost his life and all With hoisting up his head so hastily. The swiftest bitch brings forth the blindest whelps; The hottest Fevers coldest cramps ensue; The nakedest need hath ever latest helps. With Neville then I find this proverb true, That Haste makes waste, and therefore still I say, No haste but good, where wisdom makes the way. | Traducción al español I Con prisa, mucha prisa, al ver mi mente que el brillo de la Corte me prendara, pensé encontrar deleite muy frecuente que a invitados más graves cautivara. De Príncipes y pares pompa y gozos, como de oro batido, desbordaban; los disipados mundos de años mozos como un edén al verlos semejaban. Allí (por cada santo) había una dama de hermosa tez y gratos atavíos a las que ni Dame Cynthia pasa en fama, y a Cupido provocan desvaríos. Tales cebos brillaban ante mí, mi ansiosa voluntad de ellos nutrí. II Mi ansiosa voluntad de ellos nutrí, viejos amigos platos me servían, colmados de deleite baladí, manjares que en la boca me ponían. El látigo tomó la loca audacia para empujarme a sendas deshonestas, a la corte me fui a buscar su gracia arrojándome al mar con velas prestas. Un mundo de pesar fue cada día hasta llegar al desdichado puerto; entre olas de aflicción yo me batía para ahogar mi temor y desconcierto. Horas días, y días años eran, y los años un mundo parecieran. III Y los años un mundo parecieran, hasta que fui en la corte presentado, un patán al que acaso consintieran, cual visitante alegre allí aceptado. La simple dignidad no me sedujo, con prisa (sí, aún más prisa) a mi ojo ansioso cegó el blasón brillante del gran lujo, por el cual me arrojé a lo peligroso. Mi pecho el ruin orgullo luego hinchó, a empresas ambiciosas me lancé, y el bello coste su papel jugó con modelos de halagos que inventé. Todo era bueno y se obtendría presto para ostentar y hacerme un mejor puesto. IV Para ostentar y hacerme un mejor puesto, cualquier demora tarde parecía; rehusé el legado para mí dispuesto, pues no pude medrar como quería. Pensé mejor mis robles abundantes talar y presumir con la ganancia, hasta que al fin, con tajos lacerantes, cercenó el fiero filo la abundancia. De mi granja volaba cada arriendo, mi bolsa en fruslerías derrochaba, hasta que renta y todo fui perdiendo que para el propio aseo no me daba. Los robles, granja y tierras al vender, poco era todo para el mercader. V Poco era todo para el mercader, y aún mi lujo a sus libros superaba; mas con frialdad la ardiente cuenta al ver, pensé en buscarme aquello que anhelaba. Con alegre ademán mi frente erguí a ver de mi feroz pugna la fuente, lo que tengo, me falta o ya perdí comparé con mi gracia reluciente, y vi pesadas cargas que hacia el suelo mi bolsa me lastraban cual baldón, y volaba cual plumas por el cielo cuando hallaba algún premio o galardón. Y al comparar, dejé la Corte de hecho, ¿por qué? Es mayor el gasto que el provecho. VI ¿Por qué? Es mayor el gasto que el provecho: lo sé, pagué por ello un caro impuesto, mi barco por la prisa está maltrecho, en pos de un oropel flotó muy presto. Con calma, con mesura y con más cosas debí guardar con tiento mi legado, mas no se asientan testas presurosas, hasta que la Fortuna el jaque ha dado. Si el seso activo piensa en lo banal, el presto ingenio crea una quimera, prontas dichas se frustran al final, y el cebo engaña al pez que se acelera. Así la prisa es daño y veneficio, no hay prisa sino bien donde haya juicio. VII No hay prisa sino bien donde haya juicio, el simple caracol viene a probarlo (que ve al soldado muerto en sacrificio, en el castillo, cuando va a asaltarlo) el muro va trepando con medida y corona la torre con más maña que el valentón, que allí perdió la vida al pensar distinguirse en una hazaña. La perra inquieta da cachorros ciegos; calambres fríos da la fiebre ardiente; y los aprietos dan desasosiegos. Con Neville este adagio hallé evidente: La prisa es daño y causa veneficio, no hay prisa sino bien donde haya juicio. |